# Fijaš
Fijaš (bis 1927 slowakisch „Fiašice“; ungarisch Fias) ist eine Gemeinde im Nordosten der Slowakei mit 138 Einwohnern (Stand 31. Dezember 2024), die im Okres Svidník, einem Kreis des Prešovský kraj, liegt und zur traditionellen Landschaft Šariš gezählt wird.

## Geographie

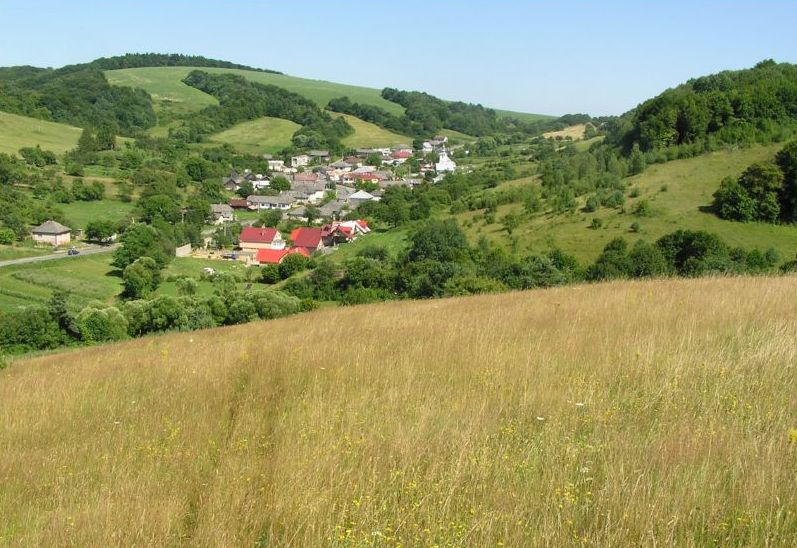
Blick auf Fijaš und umliegende Landschaft

Die Gemeinde befindet sich in den Niederen Beskiden, genauer noch am Rande des Berglands Ondavská vrchovina, am einen linksufrigen Zufluss des Flüsschens Radomka. Das Ortszentrum liegt auf einer Höhe von 240 m n.m. und ist sechseinhalb Kilometer von Giraltovce sowie 30 Kilometer von Svidník entfernt.
Nachbargemeinden sind Soboš im Norden, Vyšná Olšava im Nordosten, Kručov im Osten, Ruská Voľa im Süden und Giraltovce im Westen.

## Geschichte
Fijaš wurde zum ersten Mal 1414 als Fyas schriftlich erwähnt. Der Ort entstand im späten 14. Jahrhundert auf dem Herrschaftsgebiet von Radoma und wurde später zum Teil des Herrschaftsguts von Makovica. 1427 hatte die Ortschaft 10 Porta und wurde im späten 15. Jahrhundert durch ein polnisches Heer verwüstet. 1828 zählte man 34 Häuser und 253 Einwohner, die als Hirten und Holzfäller beschäftigt waren. Im 19. Jahrhundert hatte die Familie Bán Güter im Dorf.
Bis 1918 gehörte der im Komitat Sáros liegende Ort zum Königreich Ungarn und kam danach zur Tschechoslowakei beziehungsweise heute Slowakei.

## Bevölkerung
| Jahr                | 1994 | 2004    | 2014    | 2024    |
| ------------------- | ---- | ------- | ------- | ------- |
| Anzahl der Personen | 158  | 151     | 141     | 138     |
| Unterschied         |      | −4,43 % | −6,62 % | −2,12 % |

| Jahr                | 2023 | 2024    |
| ------------------- | ---- | ------- |
| Anzahl der Personen | 143  | 138     |
| Unterschied         |      | −3,49 % |

Gemäß der Volkszählung 2011 wohnten in Fijaš 146 Einwohner, davon 130 Slowaken und 8 Russinen. 8 Einwohner machten keine Angabe zur Ethnie.
112 Einwohner bekannten sich zur griechisch-katholischen Kirche, 22 Einwohner zur römisch-katholischen Kirche sowie jeweils zwei Einwohner zur Evangelischen Kirche A. B. und zur orthodoxen Kirche. Bei 8 Einwohnern wurde die Konfession nicht ermittelt.

## Bauwerke und Denkmäler
- griechisch-katholische Michaelskirche aus der ersten Hälfte des 19. Jahrhunderts

## Verkehr
Durch Fijaš verläuft die Straße 2. Ordnung 556, eine Verbindungsstraße zwischen Matovce (I/73) und Turany nad Ondavou (I/15).
Es gibt keinen Bahnanschluss, die nächsten Bahnhöfe sind Nemcovce und Hanušovce nad Topľou an der Bahnstrecke Strážske–Prešov, beide etwa 20 Kilometer entfernt.